# Kutless
A Kutless egy amerikai rock/keresztény rock együttes, amely 2000-ben alakult. A zenekar eredetileg a Call Box néven indult, majd első lemezét már jelenlegi nevén jelentette meg. A néhány tagcsere ellenére az együttes az amerikai keresztény rock-zene egyik legsikeresebb és legstabilabb képviselője.

## Történet
A zenekar nevét Pálnak a Rómaiakhoz írt levelére vezeti vissza: "Mert a bűn zsoldja a halál, az Isten kegyelmi ajándéka pedig az örök élet Krisztus Jézusban, a mi Urunkban." (Róm. 6:23). A zenekar értelmezése szerint Jézus magára vállalta a szenvedést és ezzel megváltotta a bűnöket. Magára vette ennek jeleként a sebeket (angolul: cut) és így ezektől mentesítette a hívőket (cutless). A zenekar alapító tagjai Portland-ben ismerkedtek meg egy keresztény gyülekezetben, majd 1999-től zenéltek, mígnem egy évvel később megalapították első közös zenekarukat. Néhány demófelvételt követően a BEC Recordings gondozásában jelent meg első lemezük. A dalok változatos rock és hard rock, valamint alternatív rock stílusjegyeket hordoznak magukon, míg témájukat tekintve mindannyian a vallás, a kereszténység és a hit, különösen a Megváltó kérdéskörét dolgozzák fel.
A zenekar basszusgitárosa Kyle Zeigler és dobosa Kyle Mitchell 2005-ben távoztak az együttesből, hogy megalakítsák a Verbatim Records lemezkiadót. Helyükre Dave Luetkenhoelter és Jeffrey Gilbert érkezett, az feloszlott Seven Places keresztény rock-zenekarból. 2007-ben pedig a gitáros, Ryan Shrout hagyta el a zenekart, hogy családját és beteg kislányát támogathassa.
A Kutless egyik legkiemelkedőbb sikerének tekintette, hogy a 2006-os Hearts of the Innocent című nagylemez egyik szerzeménye (All Of The Words) bekerült a Magyarországon a Comedy Central csatornán sugárzott Dokik sorozat egyik epizódjába. A zenekar ismertsége az Egyesült Államokban a sorozatos Billboard-listára kerülésen is lemérhető, legutóbbi, 2009-ben megjelent albumuk (It Is Well) a 42. helyig vitte.
2011 kora telén az együttes kiadta első, kimondottan a karácsonyi ünnepkör köré komponált lemezét, a mindössze 6 számot tartalmazó This is Christmas című EP-t. A lemez 4 hagyományos ünnepi dal feldolgozása mellett két új saját szerzeményt tartalmazott, melyek mind zenei stílusát, mind hangzásvilágát tekintve kibővítették a zenekar repertoárját, így például első ízben alkalmaztak női vokalistákat.
A Kutless hetedik sorlemeze 2012 februárjában került a boltok polcaira. A Believer című album dalai ismét megtalálták a megfelelő egyensúlyt a rockos, valamint a hagyományos gitár alapú pop-zenei elemek között. Központi témájának a Jézussal való találkozás tekinthető az élet útjai során. Az egyik dal központi eleme a Megváltó ereje, mely akkor is segít, ha az emberi erő már csődöt mond (Carry On). Míg egy következő dalban arra hív az együttes, hogy meghálálva az Úr adományait, életünk minden lélegzetével igyekezzünk visszaadni a tőle kapott jót (It’s All Yours). A Hero című dal a szürke tömegből való kitörésre buzdítja a hallgatókat, hiszen a keresztény ember feladata, hogy példát mutasson, felmutassa a fényt és a reményt. A lemez záróakkordja (Carry Me to the Cross) a húsvéti ünnepkörbe vezeti a hallgatót és arra hívja fel a figyelmet, ami a legnagyobb áldozat volt és minden hívő számára egyértelműnek kell lennie: csak Jézus keresztútja révén válik lehetségessé a megváltás.

## Korábbi tagok
- Nathan Stuart - basszusgitár (2000-2002)
- Kyle Mitchell - dobok (2000-2005)
- Kyle Zeigler - basszusgitár (2002-2005)
- Ryan Shrout - gitár (2000-2007)

## Diszkográfia

### Lemezek
- 2002: Kutless (BEC Recordings)
- 2004: Sea of Faces (BEC Recordings)
- 2005: Strong Tower (BEC Recordings)
- 2006: Hearts of the Innocent (BEC Recordings)
- 2008: To Know That You're Alive (BEC Recordings)
- 2009: It Is Well (BEC Recordings)
- 2011: This is Christmas EP (BEC Recordings)
- 2012: Believer (BEC Recordings)

### DVD
- 2002: Kutless
- 2006: Hearts of the Innocent Special Edition
- 2006: Live from Portland